# Hans Wolf von Schönberg (Amtshauptmann)
Hans Wolf von Schönberg (* 4. Mai 1539 in Belzig (?); † 8. Dezember 1603 in Pulsnitz) war ein kursächsischer Amtshauptmann und Hofmarschall aus dem Adelsgeschlecht Schönberg.

## Leben
Hans Wolfs Vater war Wolf von Schönberg auf Schönau, Kriegs- und Amtshauptmann zu Rochlitz, unter Kurfürst Moritz Feldmarschall in der Schlacht bei Sievershausen. Er heiratete um 1538 in zweiter Ehe Anna von Minckwitz aus dem Haus Maltitz, die Mutter von Hans Wolf. Seine Halbbrüder hießen Georg, Moritz und Caspar, seine Schwester Anna heiratete Rudolf von Gersdorff auf Guteborn, seine andere Schwester hieß Margareta. In seiner Jugend lebte er am herzoglich preußischen Hof, dann wurde er Kammerjunker unter Kurfürst August. 

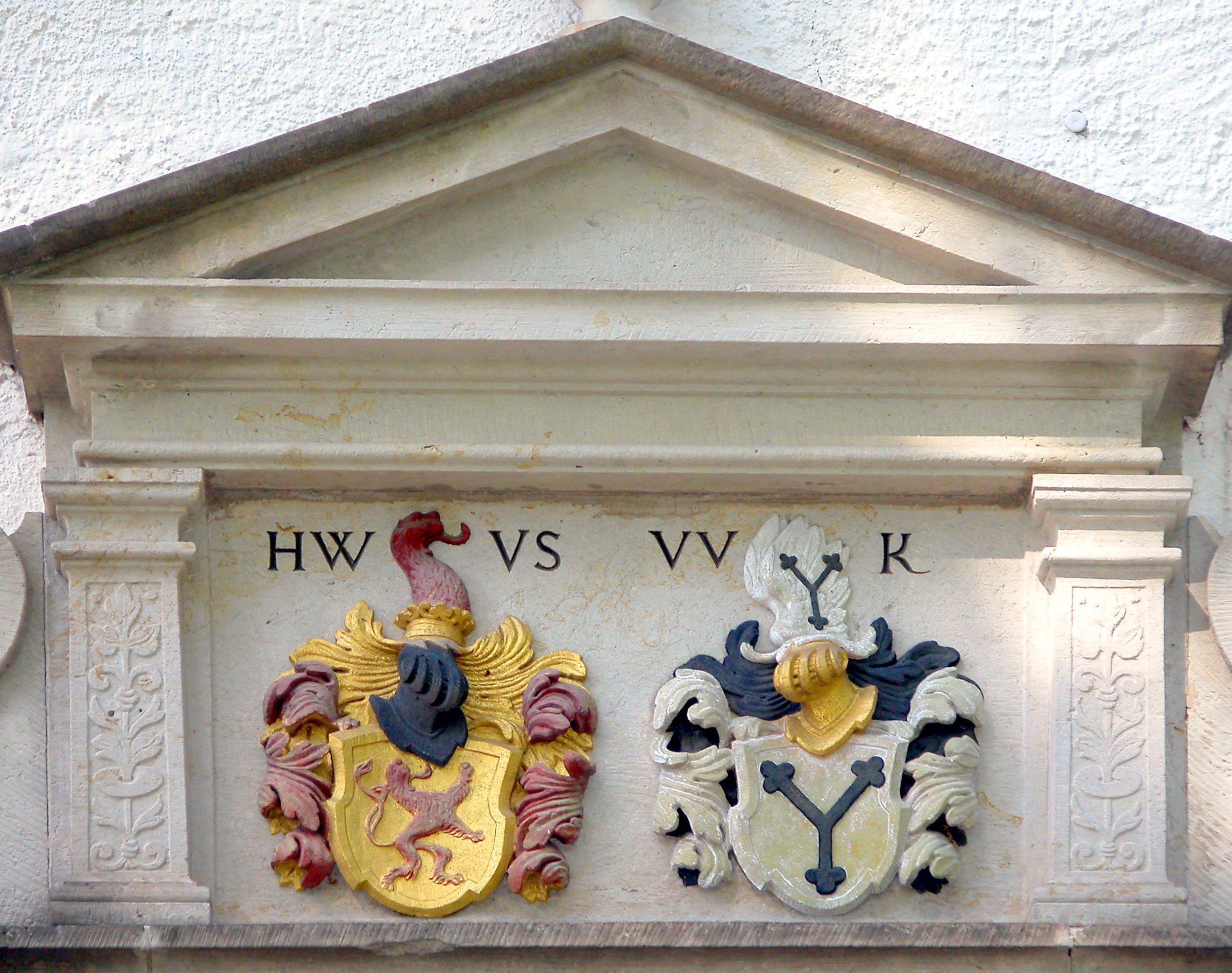
Wappen von Hans Wolf von Schönberg und seiner Ehefrau Ursula von Carlowitz am Schloss in Pulsnitz (Eustachiushaus)

1571 trat er in französische Dienste. Er war Oberst unter Heinrich III. und Vizemarschall unter Kurfürst August. Am 4. Februar 1580 kaufte er Pulsnitz mit den zugehörigen Orten (Pertinenz) von vier Gebrüdern der Familie von Schlieben: Eustachius II (zu Bretnig), Hans II (zu Arnsdorf), Balthasar II (zu Brauna) und Hans III (zu Seese und Vetschau). Die Kaufsumme betrug 31.000 Gulden. Mit den dazugehörigen sächsischen Gütern wurde er am 5. Februar 1580 belehnt, mit den böhmischen am 1. März 1580. Bei der Belehnung „zu gesamter Hand“ waren eingeschlossen seine drei Brüder
- Caspar (1540–1599), französischer Oberst und Feldmarschall
- Moritz, kursächsischer Rat auf Sorge, Knauthain und Kriebstein und
- Georg auf Limbach (1543–1578), wurde im Duell der Mignons getötet

1586 wurde er von Kurfürst Christian I. gegen seinen Willen zum Hofmarschall ernannt. Außerdem war er Reiteroberst und Amtshauptmann von Stolpen und Radeberg. 1590 kehrte er auf seine Güter zurück und vermehrte sie um Niedergurig. Er entzog dem Pulsnitzer Rat die Niedere Gerichtsbarkeit. Unter Führung des Bürgermeisters verübten die Ratsherren einen Mordversuch an von Schönberg. Der Täter wurde „zur Staupe geschlagen“ und des Landes verwiesen. 1593 führten seine Untertanen mehrfach Klage beim Kaiser gegen von Schönberg. Viele verließen ihre Höfe. Der Pulsnitzer Pfarrer Abraham Rick (Riccius) (1555/1556–1603), der Rebellen einer dritten, von Dorfbewohnern aus den Orten Hauswalde, Bretnig, Ober- und Niedersteina, Ohorn, Thiemendorf, Häslich, Schwosdorf, Hennersdorf und Brauna ausgehende Unruhe unterstützte, wurde 1594 abgesetzt.
Die anlässlich seiner Beisetzung vom Hofprediger Polykarp Leyser aus Dresden gehaltene Leichenpredigt erschien beim Hofdrucker Matthes Stöckel in Dresden. Hans Wolf von Schönberg heiratete am 26. Januar 1563 in erster Ehe Ursula von Carlowitz (* 1545; † 25. August 1618) aus dem Haus Kriebstein, Tochter des kursächsischen Rates Georg von Carlowitz.
Er hatte 17 Kinder. Fünf Töchter und vier Söhne überlebten ihren Vater. Drei der Söhne waren Hans Wolf (1575–1629) (er erbte Pulsnitz und kaufte die meißnischen Seiten von Pulsnitz und Ohorn sowie Friedersdorf hinzu), Wolf Georg (1567–1619) und Caspar (1570–1629), der ebenfalls in kursächsische Dienste ging. Der vierte Sohn Christian (1586–1605) starb unvermählt. Zwei der Töchter waren Katharina (um 1566–1642) verheiratete von Haugwitz und Perpedua (1585–1609) verheiratete von Einsiedel.